# Günther Graf von der Schulenburg-Wolfsburg

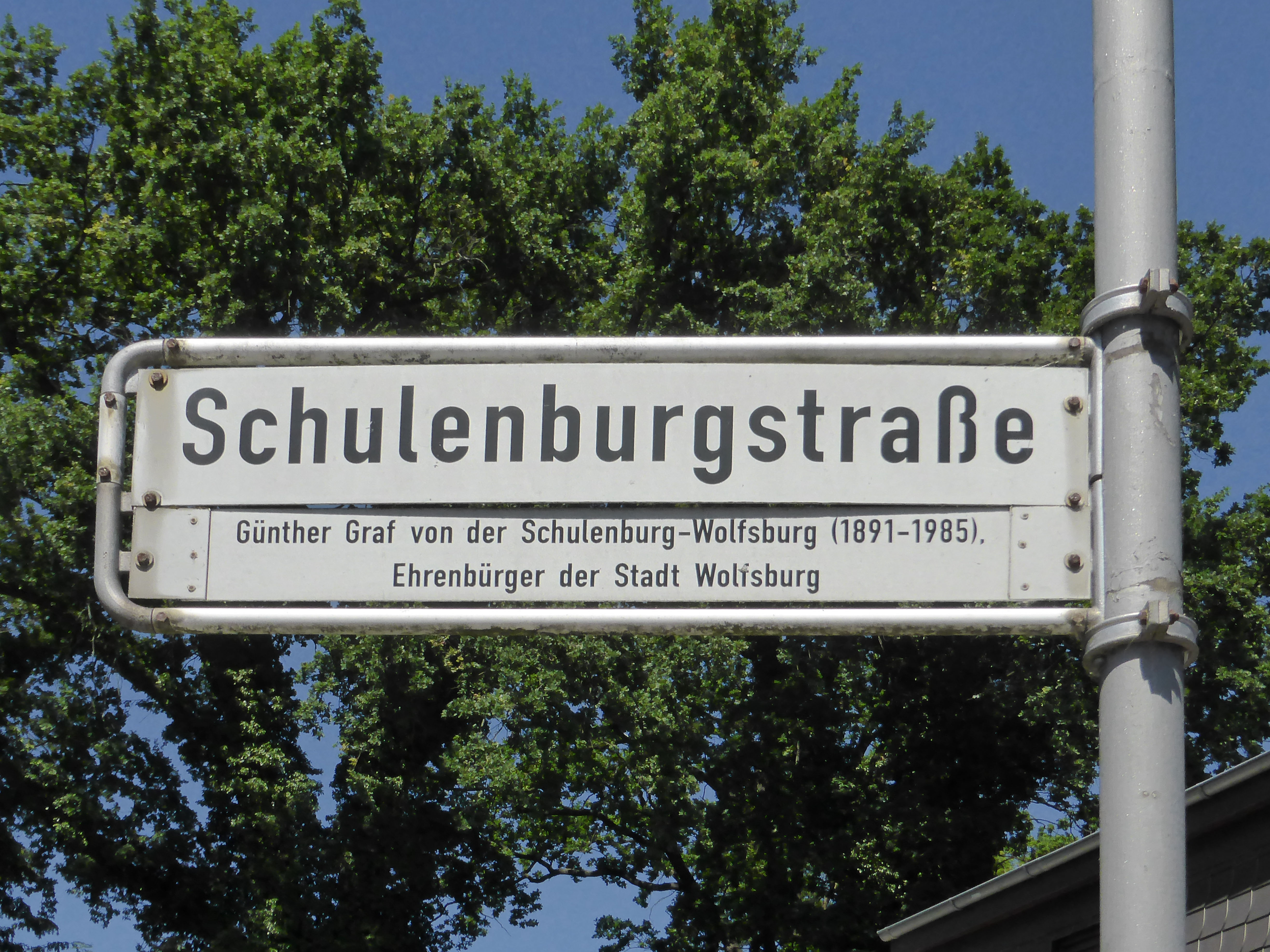
Nach ihm benannte Straße in Wolfsburg-Nordsteimke

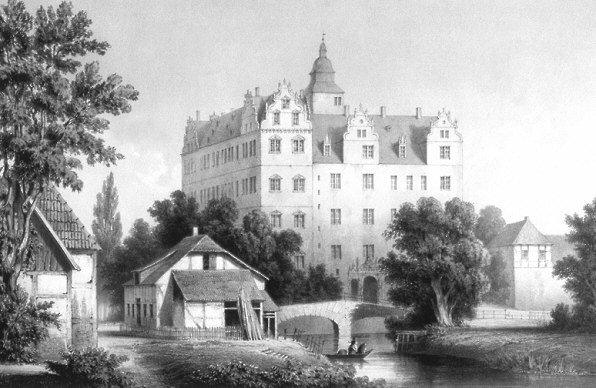
Schloss Wolfsburg

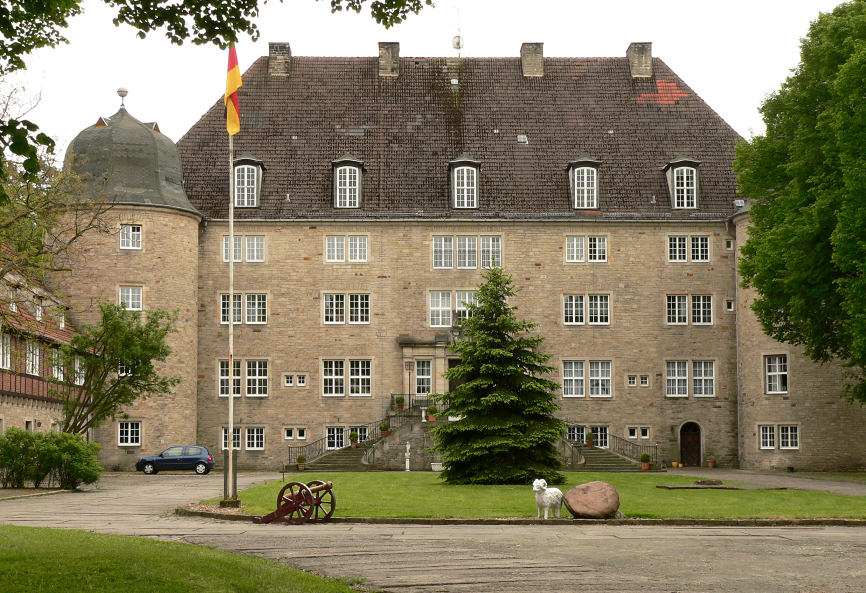
Schloss Neumühle

Günther Werner Busso Graf von der Schulenburg-Wolfsburg (* 15. April 1891 in Hannover; † 12. März 1985), kurz Günther Graf von der Schulenburg-Wolfsburg, war Fideikommissherr und letzter adeliger Besitzer von Schloss Wolfsburg, Erbauer von Schloss Neumühle und Ehrenbürger von Wolfsburg.

## Familie
Günther Graf von der Schulenburg-Wolfsburg gehörte dem Adelsgeschlecht von der Schulenburg an. Er war ältestes Kind von Werner-Karl-Hermann Graf von der Schulenburg-Wolfsburg (* 15. März 1857; † 21. Juli 1924) und seiner Frau Frieda Gräfin von der Schulenburg-Wolfsburg, geb. Freiin von dem Bussche-Ippenburg (* 21. März 1871; † 23. März 1949), einer Tochter von Wilhelm von dem Bussche-Ippenburg.
Er heiratete am 4. Mai 1928 in der Garnisonkirche in Potsdam Ursula geb. Freiin von Dincklage (* 27. Juli 1905 in Hannover; † 1. Dezember 1951 in Wolfsburg).
Aus der Ehe gingen vier Kinder hervor:
- Ina Frieda Elisabeth Agnes Irmgard Ursula Johanna Sybille (* 5. März 1929 in Berlin), heiratete am 16. Juni 1951 in Nordsteimke Herman Freiherr von Schorlemer-Lieser (* 11. August 1925 in Lieser; † 2. Mai 2016), einen Enkel von Clemens Freiherr von Schorlemer-Lieser,[3] zog nach Serrig,[4] und wurde 1971 geschieden.
- Werner Rudolf Karl Erhard Friedrich Hermann Joachim Alfred (* 2. November 1930 in Hannover; † 31. Oktober 1962[5]), verstarb an den Folgen eines Unfalls.[6] Er besuchte die Oberschule in Wolfsburg, absolvierte von 1949 bis 1951 eine landwirtschaftliche Lehre, promovierte 1960 in Göttingen zum Doktor der Naturwissenschaften, war Ehrenritter des Johanniterordens, verunglückte 1962 bei einem Autounfall am Kamener Kreuz und wurde auf dem Familienfriedhof in Nordsteimke beigesetzt.
- Günzel Gerhard Alvo Werner Justus Adolf Ferdinand (* 13. Februar 1934; † 25. Juli 2018), übernahm 1969 den land- und forstwirtschaftlichen Betrieb von seinem Vater.
- Rudolf (* 1937), verheiratet mit Jutta geb. Freiin von der Leyen zu Bloemersheim. In seinem Berufsleben war er unter anderem bei BMW tätig, zeitweise als Vorstandsvorsitzender von BMW Südafrika und als Geschäftsführer von BMW-Motorrad.[7] Nach seinem Eintritt in den Ruhestand übernahm er eine Reihe von Ehrenämtern, so von 2008 bis 2012 die Präsidentschaft des Automobilclubs von Deutschland.[8]

## Leben
Von 1911 an diente von der Schulenburg im Königs-Ulanen-Regiment (1. Hannoversches) Nr. 13 als Oberleutnant und wurde 1918 zum Brigade-Adjutant ernannt. Nach Kriegsende schied er aus dem Militärdienst aus und erlernte Landwirtschaft, blieb jedoch Rittmeister der Reserve. Sein anschließendes Studium der Forst- und Landwirtschaft absolvierte er in Berlin, Halle (Saale), München und Hann. Münden. 1924, nach dem Tod seines Vaters, übernahm er die Leitung des Wolfsburger Gutes und seiner Betriebe. Von 1924 bis zur Eingemeindung nach Heßlingen im Jahre 1928 war er auch Amtsvorsteher des Amtsbezirks Wolfsburg. 1925 wurde er zum Drömlings-Schaudirektor gewählt. In der Lüneburger Ritterschaft wurde er zum Landschaftsrat gewählt.
Am 8. März 1934 forderte Adolf Hitler bei der Eröffnung der 24. Internationalen Automobil- und Motorrad-Ausstellung (IAMA) in Berlin den Bau eines Wagens für breite Schichten der Bevölkerung. Als Standort für die Fabrik zum Bau dieses Automobils und der für die Belegschaft erforderlichen Stadt – das heutige Wolfsburg – wurde Ende 1937 / Anfang 1938 von der Gesellschaft zur Vorbereitung des Deutschen Volkswagens mbH (GeZuVor) ein Gebiet nahe dem Schloss Wolfsburg ausgewählt, dessen Grund und Boden überwiegend Günther Graf von der Schulenburg gehörte. Um einer befürchteten Enteignung zuvorzukommen, verkaufte Graf von der Schulenburg mit Kaufvertrag vom 12. Juli 1938 das Gut Wolfsburg an die GeZuVor, ferner das Forstrevier Rothehof sowie Grundbesitz in Heßlingen und Sandkamp, das Schloss Wolfsburg blieb vom Verkauf ausgenommen. 1937 erwarb er mit den Mitteln aus der Veräußerung ein Gut in Golzow (Oderbruch) (575 ha), auch in Remplin wurde ein Gut (2.038 ha) erworben.
Da mit dem Verlust des rund 2000 Hektar umfassenden Grund und Bodens und des Gutes die wirtschaftliche Grundlage zum Unterhalt des Schlosses verloren gegangen war, ließ er ab 1938 ein neues Schloss auf einem ihm gehörenden Waldgrundstück in der damaligen Gemeinde Tangeln in der Altmark, rund 35 Kilometer vom Schloss Wolfsburg entfernt, erbauen. Von 1939 bis 1940 diente er als Rittmeister der Reserve einer Militärischen Aufklärungsabteilung am Westwall als Kommandeur. Anschließend konnte er sich wieder der Leitung seiner Güter und dem Bau des Schlosses Neumühle widmen, das während seiner Abwesenheit seine Frau in Zusammenarbeit mit dem Architekten Paul Bonatz betreut hatte. Mitte November 1942 verließ Günther Graf von der Schulenburg mit seiner Familie das Schloss Wolfsburg und bezog sein neu errichtetes Schloss Neumühle. Am 19. März 1943 verkaufte er das Schloss Wolfsburg an die für die Produktion des Volkswagens gegründete Stadt des KdF-Wagens, das heutige Wolfsburg.

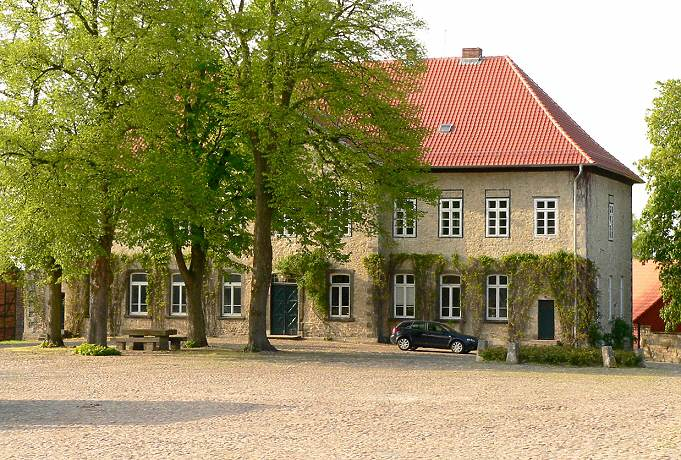
Herrenhaus Nordsteimke

Im April 1945 nahmen US-amerikanische Soldaten Schloss Neumühle ein, die bereits im Mai von britischem Militär abgelöst wurden. Kurz vor der Übernahme durch sowjetische Einheiten im Juni 1945 floh Günther Graf von der Schulenburg mit seiner Familie in die Britische Besatzungszone und ließ sich auf dem Rittergut Nordsteimke nieder, das sich bereits seit dem Erwerb durch seinen Urgroßvater Werner Graf von der Schulenburg-Wolfsburg im Jahre 1846 in Familienbesitz befand. Schloss Neumühle wurde der Sowjetischen Besatzungszone zugeordnet und enteignet, ebenso die Güter in Golzow und Remplin.
Zur Erinnerung an seine 1951 verstorbene Frau Ursula und seinen 1962 verstorbenen Sohn Werner, die beide an den Folgen von Autounfällen verstarben, stiftete Günther Graf von der Schulenburg-Wolfsburg je eine Glocke für die St.-Nicolai-Kirche in Nordsteimke, deren Patron er war.
Am 1. Juli 1969 übergab Günther Graf von der Schulenburg-Wolfsburg die Gesamtleitung seiner Güter und Forsten an seinen Sohn Günzel.
Am 15. April 1981 wurde er zum Ehrenbürger der Stadt Wolfsburg ernannt, da sein persönliches Opfer, den Familiensitz Schloss Wolfsburg aufzugeben, die Voraussetzung für das Entstehen und die Entwicklung der Stadt Wolfsburg war und er auch später besondere Verbundenheit mit der Stadt zeigte. Diese höchste Auszeichnung der Stadt Wolfsburg, die vor ihm nur der VW-Generaldirektor Heinrich Nordhoff und der Betriebsratsvorsitzende und Politiker Hugo Bork erhalten hatten, wurde ihm an seinem 90. Geburtstag verliehen. In Nordsteimke wurde die zum Rittergut führende Straße nach ihm benannt. Er war auch Ehrenvorsitzender und Mitbegründer des Reit- und Fahrvereins Vorsfelde und Umgebung e. V. sowie Ehrenmitglied der Schützengesellschaft Wolfsburg e. V.
Am 12. März 1985 verstarb Günther Graf von der Schulenburg-Wolfsburg im Alter von 93 Jahren und wurde auf dem Familienfriedhof in Nordsteimke beigesetzt.

## Trivia
Die Kreissparkasse Gifhorn eröffnete am 18. November 1938 die erste Geschäftsstelle einer auswärtigen Bank in der erst am 1. Juli 1938 gegründeten Stadt des KdF-Wagens. Das erste Girokonto wurde noch am Eröffnungstag für Günther Graf von der Schulenburg-Wolfsburg angelegt.